# Abnub
Abnub è una città dell'Egitto, situata nel Governatorato di Asyut diversi chilometri a nord-ovest di Asyūṭ Secondo il censimento del 2006, la popolazione era di 67.526 abitanti. Il nome della città deriva in definitiva da Antico egiziano pr nbw lett tesoro.